# Daniel Schallmo
Daniel Schallmo geboren am 6. Oktober 1978 in Esslingen am Neckar, ist ein Ökonom, Unternehmensberater und Autor. Seine Arbeit liegt insbesondere in den Bereichen Digitale Transformation, Geschäftsmodell-Innovation, strategisches Management, Design Thinking und Innovationsmanagement, sowie an der Schnittstelle zu Nachhaltigkeit (Twin Transformation).

## Bildung und frühe Karriere
Schallmo studierte von 2000 bis 2003 Betriebswirtschaftslehre an der Dualen Hochschule Ravensburg mit dem Schwerpunkt Industrie. Parallel dazu absolvierte er ein Trainee-Programm bei der Zarges GmbH & Co. KG in Weilheim. Anschließend arbeitete er als Berater und Analyst.
Von 2004 bis 2008 arbeitete er im strategischen Marketing bei der Hydro Building Systems GmbH in Ulm. Parallel dazu erwarb er 2006 seinen Master of Business Administration an der Steinbeis-Hochschule Berlin mit dem Schwerpunkt General Management.

## Promotion und wissenschaftliche Laufbahn
Von 2008 bis 2012 promovierte Schallmo am Institut für Technologie- und Prozessmanagement der Universität Ulm zum Doctor rerum politicarum. Sein Forschungsschwerpunkt lag auf der Methode der Geschäftsmodell-Innovation. Während dieser Zeit war er auch als freiberuflicher Dozent und Berater tätig.
Zwischen 2010 und 2014 leitete er das Centre of Excellence für Vertriebsmanagement im Business-to-Business-Bereich an der Universität Ulm. Im Jahr 2013 übernahm er eine Professurvertretung am Institut für Technologie- und Prozessmanagement und war von 2013 bis 2014 Gastprofessor an der German University in Cairo. Von 2014 bis 2015 war er Senior Lecturer am Institut für Technologie- und Prozessmanagement und Projektmitarbeiter an der School of Advanced Professional Studies der Universität Ulm.

## Unternehmerische Tätigkeit und Professuren
Im Jahr 2016 gründete Schallmo die Dr. Schallmo & Team GmbH, die sich auf Beratungs- und Trainingsdienstleistungen spezialisiert hat. Seit 2017 ist er zudem Gründer und Gesellschafter der W & S Portfoliomanagement GmbH. Von 2016 bis 2019 war er Professor an der Hochschule Ulm.
Seit März 2019 bekleidet Schallmo die Position des Professors für Digitale Transformation und Entrepreneurship an der Hochschule Neu-Ulm und ist Mitglied des Instituts für Digitale Transformation. Im Jahr 2020 gründete er das Institut für Entrepreneurship, Innovation und Nachhaltigkeit an der Hochschule Neu-Ulm und leitet es seither.

## Forschung und Lehre
Daniel Schallmos Forschung konzentriert sich auf die Digitalisierung und Nachhaltigkeit, insbesondere auf die Messung des Reifegrads in diesen Bereichen, die Entwicklung von Digitalstrategien, die Transformation von Geschäftsmodellen und die Implementierung digitaler Initiativen. Er ist in verschiedenen Branchen tätig, darunter die verarbeitende Industrie, der Handel, die Medien, das Bauwesen und die Unternehmensberatung. Zudem unterstützt er DAX-Unternehmen sowie mittelständische Unternehmen bei der Lösung unternehmerischer Herausforderungen.
Schallmo ist Herausgeber einer Fachbuchreihe bei Springer, die sich auf „Business Model Innovation“ spezialisiert hat, und hat über 100 Bücher und Artikel veröffentlicht. Er ist Mitglied zahlreicher Forschungsgesellschaften und engagiert sich als Gutachter für wissenschaftliche Zeitschriften.

## Lehr- und Vortragstätigkeit
In seiner Lehrtätigkeit an verschiedenen Institutionen vermittelt Schallmo sein Wissen in Themen wie Design Thinking, Strategieentwicklung, Geschäftsmodell-Innovation, Prozessmanagement, Innovationsmanagement und Digitale Transformation.

## Mitgliedschaften
- Academy of Marketing Science (AMS)
- American Marketing Association (AMA)
- Deutscher Hochschulverband (DHV)
- Deutscher Marketing Verband (DMV)
- European Marketing Academy (EMAC)[2]

### Mitglied des wissenschaftlichen Beirats
- International Society for Professional Innovation Management (ISPIM)[2]

### Mitglied des Herausgeberrats
- Journal of Investment and Management (JIM)[2]

## Gutachtertätigkeiten
- Business Process Management Journal (BPMJ)
- European Academy of Management (EURAM)
- European Marketing Academy (EMAC)
- Global Sales Science Institute (GSSI)
- HMD Praxis der Wirtschaftsinformatik
- Int. Journal of Economics, Finance and Management Sciences (IJEFM)
- International Journal of Innovation and Technology Management (IJITM)
- International Journal of Management Reviews (IJMR)
- Journal of Innovation Management (JIM)
- Journal of Strategic Marketing (RJSM)
- Marketing Review St. Gallen (MRSG)
- R&D Management
- SAGE Open
- Strategic Entrepreneurship Journal (SEJ)[2]

## Schriften (Auswahl)

### Bücher
- Schallmo, Daniel R.A. mit Abayomieds Baiyere, Frank Gertsen, Claus A. Rosenstand und Christopher A. Williams, eds. (2024) Digital Disruption and Transformation: Case Studies, Approaches, and Tools. Cham: Springer. (Springer Proceedings in Business and Economics), ISBN 978-3-031-47888-8
- Schallmo, Daniel R.A. mit Dennis Kundisch, Klaus Lang und Daniel Hasler, eds. (2024) Digitale Plattformen und Ökosysteme im B2B-Bereich: Fallstudien, Ansätze, Technologien und Tools. Wiesbaden: Springer Gabler. (Schwerpunkt Business Model Innovation), ISBN 978-3-658-43130-3
- Schallmo, Daniel R.A. mit Klaus Lang, Thomas Werani, und Barbara Krumay, eds. (2023) Digitalisierung : Fallstudien, Tools und Erkenntnisse für das digitale Zeitalter. Wiesbaden: Springer Gabler. (Schwerpunkt Business Model Innovation), ISBN 978-3-658-36634-6
- Schallmo, Daniel R.A. mit Jens U. Pätzmann und Thomas Clauß, eds. (2023) Entrepreneurship in the Digital Era : Case Studies, Approaches, and Tools for Ecosystems, Business Models, and Technologies.Cham: Springer. (Management for Professionals), ISBN 978-3-031-43188-3[2]

### Fachzeitschriften
- Schallmo, Daniel R.A. mit Fotios und Pierrakos, George und Karanikas, Haralampos (2024), Sepetis, Anastasios and Rizos, A Sustainable Model for Healthcare Systems: The Innovative Approach of ESG and Digital Transformation. Healthcare, 12 (2). Paper 156. ISSN 2227-9032
- Schallmo, Daniel R.A. mit Christopher A. Williams, Barbara Krumay und Eusebio Scornavacca (2023) Digital Maturity Model for SMEs: Validation Through a Mixed-Method Approach. Pacific Asia Journal of the Association for Information Systems : PAJAIS, 16 (1). ISSN 1943-7544
- Berman, Tal and Stuckler, David and Schallmo, Daniel and Kraus, Sascha (2023) Drivers and success factors of digital entrepreneurship: A systematic literature review and future research agenda. Journal of small business management : JSBM. ISSN 0047-2778
- Schallmo, Daniel R.A. mit Jens Kolb, Sarah Leible und Lara Maslowski (2023) Sustainability-enabled assessment of digital technologies. International Journal of Innovation Management : IJIM. ISSN 1363-9196
- Schallmo, Daniel R.A. mit Williams, Christopher A. and Tidd, Joe O. (2022) The Art of holistic digitalisation: a meta-view on strategy, transformation, implementation, and maturity. International Journal of Innovation Management : IJIM, 26 (3). Article 2240007. ISSN 1363-9196
- Schallmo, Daniel R.A. mit Joe O. Tidd, Christopher A. Williams und Barbara Krumay, eds. (2022) Holistic Digitalization: Strategy, Transformation, and Implementation. International Journal of Innovation Management : IJIM / Special Issue, 26 (3). ISSN 1363-9196
- Schallmo, Daniel R.A. mit Christopher A. Williams und Eusebio Scornavacca (2022) How applicable are digital maturity models to SMEs? A conceptual framework and empirical validation approach. International Journal of Innovation Management : IJIM. Article 2240010. ISSN 1363-9196
- (2022) Innovative Geschäftsideen: Unternehmen schaffen innovative Geschäftsmodelle heute durch echte Neuheiten und mit ergänzenden Partnern. Führungskräfte denken dafür digitale Transformation ganzheitlich. Return : Magazin für Transformation und Turnaround (1). S. 14–19. ISSN 2199-8841
- Schallmo, Daniel R.A. mit Christopher A. Williams und Jochen Lohse (2019) Digital Strategy: Integrated Approach and Generic Options. International Journal of Innovation Management : IJIM, 23 (8). ISSN 1363-9196
- Schallmo, Daniel R.A. mit Christopher A. Williams und Luke Boardma (2017) Digital Transformation of Business Models – Best Practices, Enablers and Roadmap. International Journal of Innovation Management : IJIM, 21 (8). ISSN 1363-9196[2]